# 托马什·耶利内克
托马什·耶利内克（捷克語：Tomáš Jelínek，1962年4月29日—），捷克男子冰球运动员。他曾代表捷克斯洛伐克国家队参加1992年冬季奥林匹克运动会冰球比赛，获得一枚铜牌。